# Frederiksbergkredsen
Frederiksbergkredsen (officielt: København Amts 1. Valgkreds) var en valgkreds til Folketinget fra 1849 til 1895. I 1895 blev Frederiksbergkredsen opdelt i 3 kredse: Frederiksberg I-kredsen, Frederiksberg II-kredsen og Valbykredsen (officielt: København Amts 1., 2. og 3. Valgkreds)
Ved oprettelsen i 1849 bestod kredsen af følgende kommuner i Københavns Amt:
- Store Magleby Kommune (Store Magleby Sogn)
- Tårnby Kommune (Tårnby Sogn)[a]
- Dragør Kommune (en del af Tårnby Sogn)
- Frederiksberg-Hvidovre Kommune (Frederiksberg Sogn og Hvidovre Sogn)[b]
- Brønshøj-Rødovre Kommune (Brønshøj Sogn og Rødovre Sogn)
- Glostrup Kommune (Glostrup Sogn)
- Brøndbyvester-Brøndbyøster Kommune (Brøndbyvester Sogn og Brøndbyøster Sogn)

Kredsens valgsted var Frederiksberg.
Frederiksbergkredsen voksede meget i løbet af 1800-tallet og var i 1890 med omkring 80.000 inbyggere den folketingskreds i Danmark som havde næstflest indbyggere (efter Københavns 5. Valgkreds med 142.000 indbyggere). Efter adskillige forslag om reformer af valgkredsene i 1870'erne, 1880'erne og starten af 1890'erne , blev der vedtaget en ændring 1894 med virkning 1895 hvorefter flere valgkredse i de største byer blev delt, og antallet af valgkredse øget fra 102 til 114. Ved ændringen blev Frederiksbergkredsen delt i 3 kredse:
- Frederiksberg I-kredsen (officielt København Amts 1. Valgkreds) bestående af den del af Frederiksberg Kommune som ligger øst for Falkoner Allé, All̈́égade og Pile Allé
- Frederiksberg II-kredsen (officielt København Amts 2. Valgkreds) bestående af den øvrige del af Frederiksberg Kommune og Brønshøj-Rødovre Kommune
- Valbykredsen (officielt København Amts 3. Valgkreds) bestående af de resterende områder i den tidligere Frederiksbergkreds, med undtagelse af Sundbyerne Sogn som kom med i Københavns 9. Valgkreds, og med tilføjelse af den vestligste del af Vesterbro (ca. området vest for Enghavevej) i Københavns Kommune[4]

De to nye Frederiksbergkredse havde valgsted i Frederiksberg, og Valbykredsen havde valgsted i Valby.
Brønshøj Sogn og Valby blev pr. 1. januar 1901 indlemmet i København Kommune, men disse områder forblev i henholdsvis Frederiksberg II-kredsen og Valbykredsen. Sundbyernes Sogn blev indlemmet i Københavns Kommune per 1. januar 1902.
Disse valgkredse bestod indtil folketingsvalget i 1918 hvor Københavns og Frederiksberg Kommuner tilsammen udgjorde en stor valgkreds kaldet Hovedstaden hvor der blev valgt 24 medlemmer af Folketinget ved forholdstalsvalg med brug af D'Hondts metode. Dragør Kommune, Store Magleby Kommune og Tårnby Kommune blev i 1918 flyttet til Lyngbykredsen. Hvidovre Kommune, Glostrup Kommune, Brøndbyerne Kommune og Rødovre Kommune blev flyttet til Køgekredsen.

## Folketingsmedlemmer valgt i Frederiksbergkredsen og efterfølgerkredsene
Kildehenvisningerne i parentes henviser til bind og sidetal i Rigsdagens medlemmer gennem hundrede aar 1848-1948.

### København Amts 1. Valgkreds 1849-1895 (Frederiksberg)
- C.C. Hall 4. december 1849 — 24. maj 1881 (I, s. 175-176)
- Philip Schou 24. maj 1881 — 19. april 1883 (nedlagde mandatet) (II, s. 186)
- H.C. Steffensen 29. maj 1883 - 25. juni 1884 (suppleringsvalg, valget ikke godkendt) (II, s. 212-213)
- C.C.V. Nyholm 25. juni 1884 — 28. januar 1887 (II, s. 95-96)
- Jesper Bahnson 28. januar 1887 — 9. april 1895 (I, s. 22-23)

### København Amts 1. Valgkreds 1895-1918 (Frederiksberg I)
- S. Bojesen 9. april 1895 — 5. april 1898 (I, s. 56)
- H.O.G. Ellinger 5. april 1898 — 3. april 1901 (I, s. 134-135)
- Johan Ottosen 3. april 1901 — 16. juni 1903 (II, s. 110)
- H.O.G. Ellinger 16. juni 1903 — 20. april 1918 (I, s. 134-135)

### København Amts 2. Valgkreds 1895-1918 (Frederiksberg II)
- K.M. Klausen 9. april 1895 — 22. april 1918 (I, s. 291-292)

### København Amts 3. Valgkreds 1895-1918 (Valby)
- Herman M. Bing 9. april 1895 — 20. april 1892 (døde i embedet) (I, s. 42)
- Oscar Hansen 25. februar 1896 — 16. juni 1903 (suppleringsvalg) (I, s. 200-201)
- N.E. Hyller 16. juni 1903 — 10. december 1915 (døde i embedet) (I, s. 226-227)
- N.P. Nielsen 11. januar 1916 — 22. april 1918 (suppleringsvalg) (II, s. 88)